# NGC 2440
NGC 2440 هو سديم كوكبي، وهو أحد السُدم الموجودة في مجرتنا. النجم الموجود في وسطه هو النجم HD62166. وعلى الأرجح هو أكبر قزم أبيض من حيث الحرارة. ويوجد هذا السديم في كوكبة الكوثل. اكتشفه وليام هيرشيل عام 1790. ووصفه بأنه «سديم كوكبي جميل ذو بريق ملحوظ، وحدودة غير واضحة تماماً». يوجد هذا السديم على بعد 1.23 فرسخ فلكي من الشمس أو حوالي 4,000 سنة ضوئية من الشمس.